# 汪建成
汪建成 （1962年--），安徽省太湖县人，中国刑事诉讼法学者，曾任烟台大学法律系主任，现为北京大学法学院教授。

## 经历
汪建成1983年毕业于北京大学法律系，获法学学士学位，1986年毕业于同校获得法学硕士学位，1999年于中国人民大学法学院获法学博士学位。
汪建成1986年赴烟台大学法律系出任教职，后担任系主任。汪建成后转入北京大学法学院担任教授、博士生导师，曾获得国家教委和劳动人事部“全国优秀教师”称号。
汪建成1994年至1996年赴比利时鲁汶大学、2004年-2005年赴美国耶鲁法学院任访问学者。